# Tomáš Přikryl
Tomáš Přikryl (Praga, 4 luglio 1992) è un calciatore ceco, attaccante dell'Odra Opole.

## Carriera

### Club
Dopo aver trascorso un anno nelle giovanili del Sigma Olomouc, debutta in prima squadra nel 2010.

### Nazionale
Nel 2011 ha partecipato con l'Under-19 al Campionato europeo di calcio Under-19 ed è stato il capocannoniere della sua Nazionale.